# Carlos Larrañaga
Carlos Larrañaga Ladrón de Guevara (Barcelona, 11 de marzo de 1937-Benalmádena, Málaga, 30 de agosto de 2012) fue un actor de cine, teatro y televisión español.

## Biografía
Nació en Barcelona el 11 de marzo de 1937. Provenía de familia de actores: sus padres fueron la actriz María Fernanda Ladrón de Guevara y el actor y empresario Pedro Larrañaga y Ruiz-Gómez, propietario de la Casa de baños Larrañaga, en Avilés; la también actriz Amparo Rivelles es su hermana por parte de madre.
Apareció desde muy joven en el teatro y en la televisión de Cuba, donde se instaló con su familia. A su regreso a España se incorporó en el cine, siempre haciendo papeles de galán. Además de tener una filmografía muy extensa a sus espaldas, su actividad se centró en otros campos como el teatro y la televisión.
En 1950 participó en la película Pequeñeces de Juan de Orduña y en 1957 en Orgullo y pasión, superproducción rodada en España con las estrellas Cary Grant, Sofía Loren y Frank Sinatra. En este rodaje amistó con Cary Grant.
Entre las cintas posteriores en las que apareció están: A sangre fría (1959) de Juan Bosch, Ha llegado un ángel (1961) de Luis Lucia y Las verdes praderas (1979) de José Luis Garci. Ha mantenido una continuada relación con Garci, tomando parte en otros filmes suyos: Tiovivo c. 1950 (2004), Luz de domingo (2007), por el que fue nominado a los Premios Goya y Sangre de mayo (2008).
En teatro Carlos Larrañaga intervino, entre otras obras, en La cornada (1960) de Alfonso Sastre, Tengo un millón (1960) de Víctor Ruiz Iriarte y La tercera palabra (1966) de Alejandro Casona.
En televisión, destacó en múltiples papeles, especialmente en los años ochenta y noventa en series como Los gozos y las sombras (1982), junto a su hermana Amparo Rivelles, Eusebio Poncela y Charo López, Tristeza de amor (1986) junto a Alfredo Landa y Concha Cuetos, actriz con la trabajaría años después  en Farmacia de guardia, exitosa serie (1991-1995), dirigida por Antonio Mercero.  En 2009 y tras 18 años, volvió a interpretar el personaje de Adolfo Segura, en Farmacia de Guardia, en un especial para conmemorar su vigésimo aniversario.

### Vida personal
En su juventud sobre todo tuvo una turbulenta vida amorosa. Sostuvo una relación con Ava Gardner. Se casó con la actriz María Luisa Merlo con quien tuvo tres hijos: Amparo, Luis Merlo y Pedro, casado con la actriz Maribel Verdú. Ya tenía un hijo, Juan Carlos, fruto de su relación con la bailarina Isabel Raya, y que fue adoptado por su esposa.
En 1999 se separó de Ana Diosdado. Posteriormente mantuvo una relación con María Teresa Ortiz-Bau, con quien se casó en 2000. Tras separarse de nuevo en 2007 se volvió a casar esta vez con la actriz Ana Escribano, con quien tuvo a su hija Paula. El 12 de mayo de 2010, a sus 73 años anunció su divorcio de Ana Escribano.
El actor fue ingresado en el hospital Xanit Internacional de Benalmádena (Málaga), para ser operado de un tumor en las vías urinarias.Dos años antes también había sufrido un ictus.Larrañaga fue trasladado a la Clínica Premium de Estepona, donde continuó con una fase de rehabilitación.
El 20 de agosto de 2012 Carlos Larrañaga fue ingresado de urgencia en la UCI del Hospital Xanit Internacional de Benalmádena, a causa de una descompensación cardíaca.  Falleció la tarde del jueves 30 de agosto de 2012.

## Teatro
- La segunda esposa   (1955), de Guillermo Sautier Casaseca y Luisa Alberca,
- El cardo y la malva  (1960), de Alfonso Paso,
- La isla soñada   (1960), de Aldo Nicolaj,
- La cornada  (1960),  de Alfonso Sastre,
- Tengo un millón (1960),  de Víctor Ruiz Iriarte
- The boy friend  (1961), de Sandy Wilson,
- Los derechos de la mujer  (1962), de Alfonso Paso,
- Un roto para un descosido   (1962), de Alfonso Paso,
- Vivir es formidable  (1962/63), de Alfonso Paso,
- Los derechos del hombre  (1963), de Alfonso Paso,
- Los monos gritan al amanecer   (1963), de José María Pemán,
- La hermosa fea  (1963), de Lope de Vega versionada por Alfonso Paso,
- Un domingo en Nueva York  (1964), de Norman Krasna,
- Empate a dos (1965),
- La tercera palabra  (1966/67), de Alejandro Casona,
- Siete gritos en el mar  (1968), de Alejandro Casona,
- El proceso de Mary Dugan  (1968), de Bayard Veiller,
- Representando a Karin   (1969), de Arieh Chen,
- Rosas rojas para mí   (1969/1970), de Sean O'Casey,
- Vidas privadas (1970), de Noël Coward,
- ¿A que jugamos?  (1971), de Carlos Gorostiza,
- Descansa en paz querida   (1972), de Durbridge,
- Diseño para mi vida (1975), de Noël Coward.
- Pato a la naranja  (1976), de William Douglas-Home,
- Una modelo para un desnudo  (1977), de Claude Magnier,
- Casado de día..., soltero de noche  (1978), de Julio Mathias,
- La gata sobre el tejado de zinc (1979), de Tennessee Williams,
- Contradanza  (1980), de Francisco Ors.
- Camino de plata (1989), de Ana Diosdado.[11]
- Trescientos veintiuno, trescientos veintidós (1991), de Ana Diosdado, (Dirección)[12]
- Las mujeres de Jack (1999), de Neil Simon.

## Filmografía parcial
- Alma de Dios (1941)
- Serenata española (1947)
- Pequeñeces... (1950)
- La puerta abierta (1957)
- Orgullo y pasión (1957)
- Un vaso de whisky (1958)
- A sangre fría (1959)
- Quince bajo la lona (1959)
- Melocotón en almíbar (1960)
- El traje de oro (1960)
- El pequeño coronel (1960)
- Ha llegado un ángel (1961)
- El extraño viaje (1964)
- De cuerpo presente (1967)
- Escuela de enfermeras (1969)
- Los pájaros de Baden-Baden (1975)
- Las verdes praderas (1979)
- Redondela (1987)
- Pesadilla para un rico (1996)
- Atraco a las 3... y media (2003)
- Tiovivo c. 1950 (2004)
- Bienvenido a casa (2006)
- Luz de domingo (2007)
- Sangre de mayo (2008)
- Malditos sean! (2011)
- Los muertos no se tocan, nene (2012)

## Trayectoria en TV
| - ¿Qué fue de Jorge Sanz? (Canal+) - Redes (19 de noviembre de 2010) - La última guardia (TV Movie) (Antena 3, 2010) - La que se avecina - Un atraco, un kawalapiti y un vendedor de aspiradoras, como el padre de Berta (29 de julio de 2009) - Guante blanco (La 1) - La ninfa de oro (28 de noviembre de 2008) - Cambio de vida (Televisión Azteca) - Intereses compartidos (20 de diciembre de 2007) - Manolo y Benito Corporeision (Antena 3) - Un alcalde en la corrala (5 de marzo de 2007) - Mis adorables vecinos (Antena 3) - El papá de mi novia me quiere capar (5 de diciembre de 2004) - Yo vivía en un bloque de barrio y ahora me codeo con la jet (11 de abril de 2004) - Un paso adelante (Antena 3) - Disculpe que no le dé la mano (15 de octubre de 2003) - La mala vida (4 de noviembre de 2003) - London Street (Antena 3) - Moder no hay más que guan (1 de enero de 2003) - Yo zoy ingléz (1 de enero de 2003) - La boda (1 de enero de 2003) - Love Story (1 de enero de 2003) - Pequeños grandes genios (La 1) (2001) - Señor alcalde (Telecinco, 1998) - Canguros (Antena 3) - Pequeño tirano (4 de agosto de 1996) - Farmacia de guardia (Antena 3, 1991-1995) - El séptimo cielo (La 2) - Apartamento 797: La tolerancia es un don del cielo (11 de diciembre de 1989) - Tristeza de amor (La 1, 1986) - Segunda enseñanza (La 1) - La era de Acuario (6 de febrero de 1986) - Goya (La 1, 1985) - Proceso a Mariana Pineda (La 1, 1984) - La Comedia (La 1) - Tú y yo somos tres (25 de octubre de 1983) - Los desastres de la guerra (La 1, 1983) - Los gozos y las sombras (La 1, 1982) - Verano azul (La 1) - El visitante (21 de noviembre de 1981) - Curro Jiménez (La 1) - La batalla del vino de Jerez (12 de marzo de 1978) | - Compañera te doy (La 1, 1973) - Hermenegildo Pérez, para servirle (La 1, 1966) - El tercer rombo (La 1) - Operación envidia (18 de enero de 1966) - Estudio 1 (La 1) - La chica del gato (9 de febrero de 1966) - El sí de las niñas (10 de marzo de 1970) - Don Juan Tenorio (13 de noviembre de 1970) (Don Juan) - Las bodas de Fígaro (12 de marzo de 1971) - El genio alegre (11 de junio de 1971) - La tercera palabra (25 de octubre de 1978) - Los japoneses no esperan (13 de noviembre de 1981) - Un marido ideal (22 de noviembre de 1982) - Diego de Acevedo (La 1, 1966) - Historias para no dormir (La 1) - Correctamente organizados (1 de enero de 1966) - La oferta (1 de marzo de 1966) Luis Spalanzatto - Novela (La 1) - La rosa encendida (25 de febrero de 1965) - Usted qué hubiera hecho (15 de junio de 1965) - Los dos hermanos (12 de julio de 1965) - Más allá del milagro (5 de abril de 1966) - El gallardo español (19 de abril de 1966) - Levántate y lucha (26 de abril de 1966) - Vera (18 de diciembre de 1972) - La actriz (23 de julio de 1973) - Caza menor (12 de enero de 1976) - Olivia (14 de marzo de 1977) - Tengo un libro en las manos (La 1) - El hombre y el miedo (12 de noviembre de 1964) - Tras la puerta cerrada (La 1) - El ángel negro (30 de octubre de 1964) - Escuela de maridos (La 1) - 4 de julio de 1964 - El oportunista (21 de noviembre de 1964) - Mañana puede ser verdad (La 1) - El zorro y el bosque (29 de mayo de 1964) - La tercera expedición (26 de junio de 1964) - 6 de noviembre de 1964 - Primera fila (La 1) - Eloísa está debajo de un almendro (8 de abril de 1964) - Vamos a contar mentiras (16 de junio de 1965) - Alta fidelidad (4 de agosto de 1965) - Hoy llegó la primavera (La 1, 1963) - Acuda usted al doctor (La 1, 1961) |

## Premios y candidaturas
Premios Anuales de la Academia "Goya"
| Año  | Categoría                                 | Trabajo        | Resultado |
| ---- | ----------------------------------------- | -------------- | --------- |
| 2007 | Mejor interpretación masculina de reparto | Luz de domingo | Nominado  |

Medallas del Círculo de Escritores Cinematográficos
| Año  | Categoría              | Trabajo             | Resultado |
| ---- | ---------------------- | ------------------- | --------- |
| 1979 | Mejor actor secundario | Las verdes praderas | Ganador   |
| 2007 | Mejor actor secundario | Luz de domingo      | Ganador   |

Premios Fotogramas de Plata
| Año  | Categoría                 | Trabajo             | Resultado |
| ---- | ------------------------- | ------------------- | --------- |
| 1992 | Mejor actor de televisión | Farmacia de guardia | Nominado  |
| 1995 | Mejor actor de televisión | Farmacia de guardia | Nominado  |
| 1998 | Mejor actor de teatro     | Las mujeres de Jack | Nominado  |

Premios TP de Oro
| Año  | Categoría                 | Trabajo             | Resultado |
| ---- | ------------------------- | ------------------- | --------- |
| 1991 | Nominado                  |                     |           |
| 1992 | Ganador                   |                     |           |
| 1993 | Nominado                  |                     |           |
| 1994 | Ganador                   |                     |           |
| 1995 | Mejor actor de televisión | Farmacia de guardia | Nominado  |

Premios por su trayectoria
- 2002: Medalla de Oro al Mérito en las Bellas Artes.